# ウィリアム・テンプル (初代準男爵)

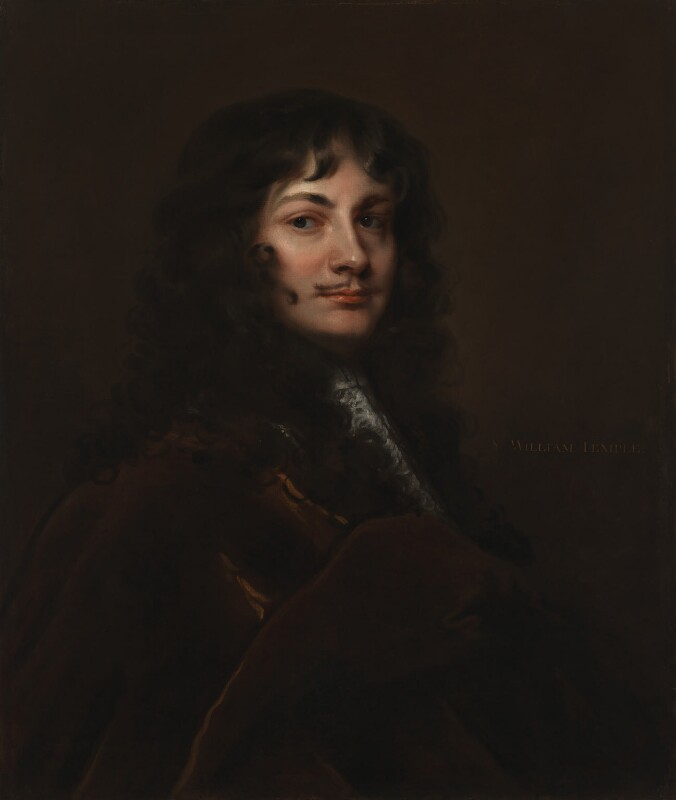
ウィリアム・テンプル準男爵

初代準男爵サー・ウィリアム・テンプル（Sir William Temple, 1st Baronet, 1628年4月25日 - 1699年1月27日）は、17世紀イングランドの外交官、エッセイスト。ジョナサン・スウィフトのパトロンでもあった。

## 生涯
1628年、サー・ジョン・テンプルの長男としてロンドンのシティに近いテムズ川河畔に生まれる（現在はテンプル・バーエリアになっている）。叔父は神学者のヘンリー・ハーモンドで、幼少時にハーモンドの教育を受け、ケンブリッジ大学エマヌエル校で学んだ後グランドツアーに参加、パリやブリュッセルに行きフランス語、スペイン語を学ぶ。1655年にドロシー・オズボーンと結婚、アイルランドに行きそこで地方行政に携わりながら、哲学・歴史を習得、1660年に帰国した。
1665年に外交官となるやハーグやブリュッセルに赴任。1666年にイングランド準男爵位の「(サリー州シーンの)準男爵(Baronet,of Sheen in the County of Surrey)」を授けられた。1668年にはオランダの指導者ヨハン・デ・ウィットと親交を結び、国務大臣の初代アーリントン伯爵ヘンリー・ベネット及びウィットと協力してフランスに対抗すべくオランダ・スウェーデンと三国同盟の交渉に尽力、結果的にはフランスのベルギー（南ネーデルラント）侵略阻止に成功した（ネーデルラント継承戦争）。同年、駐蘭大使としてハーグに赴任、ウィットとの親交を深めた。オランダの政治・文化に触れてその気風を称賛している。
しかし1670年、親フランスのイングランド王チャールズ2世はフランス王ルイ14世とドーヴァーの密約を結びオランダと手を切る方針に切り替えた。テンプルは何も知らされないままイングランドへ召還、1671年に正式に辞職となり翌1672年に仏蘭戦争が始まった。オランダはフランス軍に侵略され、ウィットが不満の爆発した市民に殺害されるなど危機を迎えたが、英蘭戦争の敗北で1674年にイングランドとオランダが和睦、妻の従兄弟に当たる親オランダの初代ダンビー伯爵トマス・オズボーン（後にリーズ公）が政権を握ると駐蘭大使に復帰した。
同年、再びハーグに赴きオラニエ公ウィレム3世（後のイングランド王ウィリアム3世）とチャールズ2世の姪でヨーク公ジェームズ（後のイングランド王ジェームズ2世）の長女メアリー（後のイングランド王メアリー2世）の結婚に尽力、フランスとの終戦にも尽くし1679年のナイメーヘンの和約成立に繋げた。同年にダンビーが失脚すると初代ハリファックス伯爵ジョージ・サヴィルと共にチャールズ2世の側近となり、枢密院の改革を主張して定員数を30人に定め、チャールズ2世に枢密院と連携して政治を行うことを勧めたが、枢密院は機能せず失敗、チャールズ2世は野党との和解を図りシャフツベリ伯爵アントニー・アシュリー＝クーパーを枢密院議長に迎えたため、1681年に政界から身を引いた。
以後は政府の要職を断り著作業に専念。サリー州ファーナム近郊の土地を買い取り庭園（ムア・パーク）を造り上げた。1688年の名誉革命に一切関与しなかったが、イングランド王に即位したウィリアム3世から国務大臣を打診されたこともある。晩年は娘ダイアナの夭折、息子ジョンの自殺、妻ドロシーの死に見舞われた。
1699年、70歳で死去した。存命の男子がなかったため、準男爵位は廃絶した。ムア・パークは甥ジョン（ウィリアムの孫エリザベスと結婚）が相続、回想録はスフィフトによって編集、出版された。エッセイのスタイルは18世紀の作家に影響を与えた。晩年面倒をみていたスウィフトはテンプルの私生児だったという説もある。

## 著作
- 『エピクロスの庭』
- 『古代と近代の学問に関する小論』
- 『回想録』 - 三部作